# Изложба „Цртеж и мала пластика” (јун–јул 1984)
Изложба „Цртеж и мала пластика” се одржала у периоду од 26. јуна до 11. јула 1984. године, у Уметничком павиљону „Цвијета Зузорић” у Београду.

## Уметнички савет
Избор радова за изложбу је обавио Уметнички савет са члановима Председништва Друштва ликовних уметника Београда:
- Даница Антић
- Деса Керечки
- Мома Марковић
- Душан Миловановић
- Ангелина Гаталица
- Душан Русалић
- Вишња Постић
- Бранко Омчикус
- Градимир Рајковић

## Излагачи

### Цртежи
1. Оливер Алексић
2. Срђан Алексић
3. Радмила Бештић Вукосављевић
4. Мирослав Благојевић
5. Миливоје Богатиновић
6. Јасминка Богдановић
7. Миливоје Богосављевић
8. Душан Бујишић
9. Драган Буљугић
10. Љиљана Бурсаћ
11. Бранко Вељовић
12. Борут Вилд
13. Андрија Витез
14. Бошко Вукашиновић
15. Љубица Вукобрадовић
16. Биљана Вуковић
17. Зоран Вуковић
18. Никола Вукосављевић
19. Матија Вучићевић
20. Шемса Гавранкапетановић
21. Мирослав Гајић
22. Златко Гламочак
23. Михаило Глигорић
24. Ђорђе Голубовић
25. Милица Динић
26. Игор Драгичевић
27. Едвина Драговић
28. Предраг Драговић
29. Веселин Драшковић
30. Марио Ћиковић
31. Ђорђе Ђорђевић
32. Ружица Ђорђевић
33. Стојанка Ђорђић
34. Жељко Ђуровић
35. Љубиша Ђирић
36. Јанко Живанчевић
37. Синиша Жикић
38. Небојша Здравковић
39. Дивна Јеленковић
40. Татјана Јерот
41. Душан Јовановић
42. Драгана Јовчић
43. Душан Јуначков
44. Божидар Каматовић
45. Слободан Каштаварац
46. Мартин Кизур
47. Гордана Китан
48. Божидар Кићевић
49. Драгослав Кнежевић
50. Ленка Кнежевић Жуборски
51. Светлана Кнежевић
52. Татјана Коневски Јевтовић
53. Слободан Крстић
54. Гордан Крчмар
55. Миленко Кусуровић
56. Радмила Лазаревић
57. Мирјана Маодуш
58. Томислав Марковић
59. Драгиша Марсенић
60. Велимир Матејић
61. Даница Масниковић
62. Гриша Масникоса
63. Јања Марић
64. Зоран Марјановић
65. Вукосава Мијатовић Теофановић
66. Предраг Микалачки
67. Славко Миленковић
68. Весна Миливојевић
69. Бранка Милић
70. Драгослав Милић
71. Славољуб Мирковић
72. Савета Михић
73. Мирко Најдановић
74. Зоран Настић
75. Борислава Недељковић Продановић
76. Ненад Николић
77. Зоран Нинковић
78. Милан Обретковић
79. Ружица Беба Павловић
80. Синиша Пајић
81. Славиша Панић
82. Бранимир Пауновић
83. Милица Петровић
84. Миодраг Петровић
85. Божидар Плазинић
86. Драган Поповић
87. Тамара Поповић Новаковић
88. Мице Попчев
89. Ставрос Попчев
90. Дејан Попов
91. Вида Попов Рихтер
92. Марица Прешић
93. Божидар Продановић
94. Зоран Пурић
95. Невенка Радојчић
96. Драгана Раич
97. Слободанка Ракић Шефер
98. Љиљана Ракић Ристић
99. Љиљана Ракић
100. Даница Ракиџић Баста
101. Димитар Самарђиев
102. Слободан Станивук
103. Љубица Станимировић
104. Милан Сташевић
105. Радош Стевановић
106. Радмила Степановић
107. Жарко Стефанчић
108. Љиљана Стојановић
109. Станка Тодоровић
110. Михаило Трипковић
111. Бранко Цветковић
112. Биљана Црнчанин
113. Божидар Чогурић
114. Хелена Шипек

### Мала пластика
1. Славе Ајтоски
2. Бошко Атанацковић
3. Јасминка Бркановић
4. Миланка Васић
5. Срђан Вукајловић
6. Ангелина Гаталица
7. Златко Гламочак
8. Лила Голднер
9. Светислав Здравковић
10. Милорад Иветић
11. Момчило Јанковић
12. Владимир Комад
13. Мира Летица
14. Миланко Мандић
15. Владан Мартиновић
16. Милан Марковић
17. Мирослав Николић
18. Звонко Новаковић
19. Владимир Оташевић
20. Живорад Раденковић
21. Тамара Ракић
22. Екатарина Ристивојев
23. Тодор Сељак
24. Мирољуб Стаменковић
25. Глигор Стефанов
26. Слободанка Ступар
27. Станка Тодоровић
28. Томислав Тодоровић